# 特列伊穆斯
特列伊穆斯（阿拉伯文：التريمسة, al-Turaymisah），Turaymisah或Tremseh, Treimsa, Taramsah, Taramseh，是叙利亚哈马省的一个村庄。2012年7月12日，该地发生了许多村民被杀的屠杀事件。